# Paul Einzig
Paul Einzig (* 25. August 1897 in Kronstadt/Siebenbürgen (heute: Brașov/Rumänien); † 8. Mai 1973 in St. Marylebone, London) war ein britischer Wirtschaftswissenschaftler und Wirtschaftsjournalist österreich-ungarischer Herkunft.

## Leben und Tätigkeit
Einzig stammt aus einer jüdischen Familie wohnhaft in Siebenbürgen. Er wurde in Ungarn, England und Frankreich ausgebildet. Sein Doktorat erwarb er Anfang der 1920er Jahre in Paris. Anschließend ließ er sich in England nieder, wo er rasch assimilierte und 1929 eingebürgert wurde.
Einzig begann in den 1930er Jahren als Wirtschaftsjournalist für Zeitungen und Zeitschriften in London zu arbeiten. So erhielt er eine regelmäßige Kolumne in der Financial News und im Commercial and Financial Chronicle. Zudem veröffentlichte er von den 1930er bis in die 1970er Jahre siebenundfünfzig Bücher über aktuelle wirtschaftliche Probleme.
In seinen letzten Schriften Ende der 1960er und Anfang der 1970er Jahre setzte Einzig sich für ein Verbleiben Großbritanniens außerhalb der Europäischen Wirtschaftsgemeinschaft ein.

## Familie
Einzig heiratete 1931 in St George Hanover Square/London Eileen Ruth Quick, das Paar hatte zwei Kinder.

## Schriften
- International Gold Movements, 1931.
- Montagu Norman. A Study in Financial Statesmanship, 1932.
- The World Economic Crisis. 1929-1931, Macmillan, London 1932.
- Behind the Scenes of International Finance, 1932. (auf Deutsch: Der Krieg der goldenen Kugel. hinter den Kulissen der internationalen Finanzwelt, Stuttgart/Berlin 1932)
- Finance and Politics: Being a Sequel to "Behind the Scenes of international Finance", 1932.
- The Economic Foundations of Fascism, 1933.
- Exchange Control, Macmillan, London 1934.
- France's Crisis, 1934.
- Germany's Default. The Economics of Hitlerism, 1934.
- World Finance. 1914-1935, Macmillan, new York 1935.
- The Future of Gold, 1935.
- Bankers, Statesmen and Econmists, 1935.
- The Exchange Clearing System, 1935.
- The Theory of Forward Exchange, 1937.
- Foreign Balances, 1938.
- Blood Invasion. German Economic Oeneteration into Danubian States, 1938.
- The Economic Problems of the Next War, Macmillan, 1939.
- Economic Warfare, Macmillan, 1940.
- World Finance, 1939-1940, 1940.
- Appeasement Before, During and After the War, 1941.
- Europe in Chains, 1941.
- The Japanese 'New Order' in Asia, 1943.
- Freedom From Want, 1944.
- Inflation, 1952.
- How Money is Managed - The Ends and Means of Monetary Policy, 1954.
- The Economic Consequences of Automation, 1957.
- In the Centre of Things, London 1960.
- A Dynamic Theory of Forward Exchanges, 1961.
- The History of Foreign Exchange, 1962.
- Primitive Money In its Ethnological, Historical and Economic Aspects, 1949. (Nachdrucke 1951, 1963)
- Monetary Policy. Ends and Means, 1964.
- A Textbook on Foreign Exchange, 1966.
- Leads and Lags. The Main Course of Devaluation, Macmillan, London 1968.
- The Case Against Unearned Wage Increases, 1968.
- Textbook for Foreign Exchange, 1969.
- Decline and Fall? Britain's Crisis in the Sixties, 1969.
- The Euro-bond Market, 1969.
- Why are U.K. Firms Forbidden to hedge?, 1969.
- The Case against Floating Exchanges, 1970.
- Foreign Exchange Crises. An Essay in Economic Pathology, 1970.
- Parallel Money Markets. The New Markets in London, 1971.
- The Case against Joining the Common Market, 1971.
- The Destiny of Gold, Macmillan, London 1972.
- The Destiny of the Dollar, 1972.
- Roll-over Redits. The System of Adaptable Interest Rates, 1973.
- World Finances 1914-1935, 1978.